# Coliseu dos Recreios

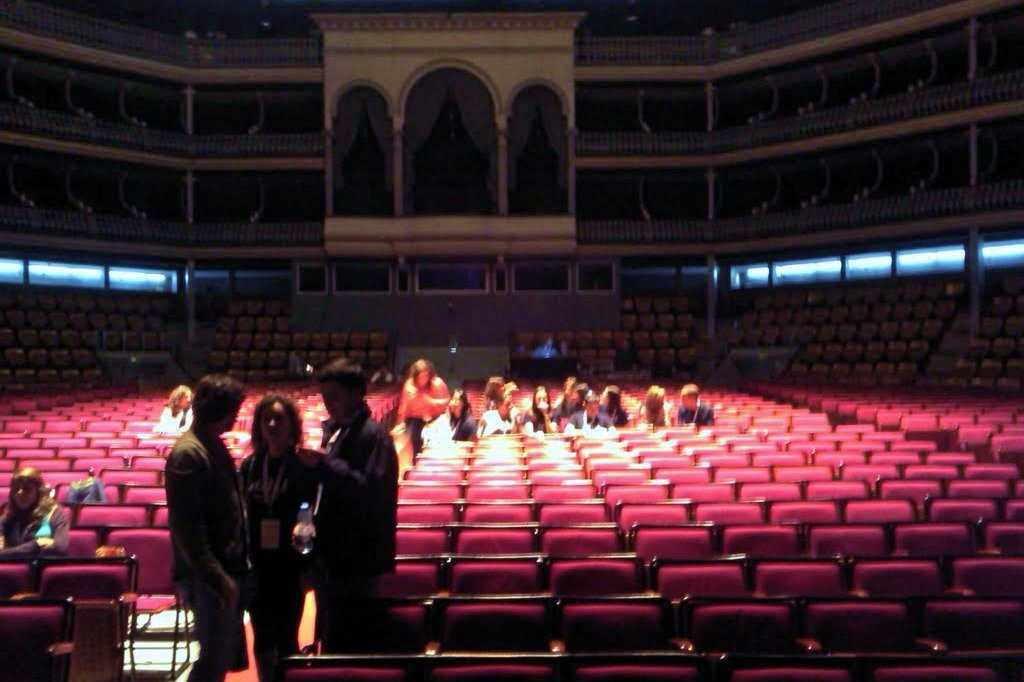
Im Coliseu dos Recreios

Das Coliseu dos Recreios ist ein Konzertsaal in der portugiesischen Hauptstadt Lissabon. Das Coliseu (Kolosseum) liegt im Stadtteil Pena an der Rua das Portas de Santo Antão. Heute finden im Coliseu wieder regelmäßig Konzerte statt.

## Geschichte
Das Coliseu dos Recreios wurde zwischen 1888 und 1890 nach Plänen der französischen Ingenieure Goulard und Bauer errichtet.
Es ersetzte den Zirkus Price, der im Zuge der Verbreiterung der Avenida da Liberdade abgerissen wurde. Die feierliche Eröffnung – mit noch unvollendeter Fassade – fand am 14. August 1890 mit einer Aufführung von Suppés Boccaccio statt.
Das Haus blieb bis zu seinem Niedergang in den späten 1980er Jahren die wichtigste Spielstätte der Stadt. So hatte die weltberühmte Fadista Amália Rodrigues dort 1985 einen triumphalen Auftritt. 1993 unternahm die Stadtverwaltung in Zusammenarbeit mit den Besitzern Anstrengungen zur Wiederbelebung des Gebäudes.

## Quelle
- Informationstafel der Câmara Municipal de Lisboa vor dem Gebäude